# Marisa Ramirez
Marisa Carolina Maguire Ramírez (Los Ángeles, 15 de septiembre de 1977) es una actriz mexicana-estadounidense. Conocida por interpretar a Gia Campbell en la serie General Hospital, a Carmen Mesta e Inés Vargas en The Young and the Restless y a la detective Maria Baez en Blue Bloods.

## Biografía
En 1995 se graduó del "Ramona Convent Secondary School" en Alhambra.
El 22 de septiembre de 2002 Marisa se casó con Nathan Lavezoli, pero el matrimonio se divorció en noviembre de 2011.
A finales de enero de 2016 Marisa anunció que estaba esperando a su primer bebé. El 27 de abril del mismo año se anunció que estaban esperando a una niña. El 29 de mayo de 2016 le dio la bienvenida a su primera bebé, Violet Rae.

## Carrera
En 1998 apareció en un comercial para "Give it to you".
Un año después apareció en un comercial para la televisión de "Coca-Cola", y ese mismo año apareció en el de "Nintendo's Pong".
El 26 de julio de 2000 se unió al elenco de la serie General Hospital donde interpretó a Gia Campbell, hasta 2002.
En 2003 se unió al elenco principal de la serie Miracles donde interpretó a Evelyn Santos, una ex-oficial de la policía y madre soltera, hasta el final de la serie luego de que terminara tras finalizar su primera temporada.
El 8 de mayo de 2006 se unió al elenco de la serie The Young and the Restless donde interpretó a Carmen Mesta, una consultora de relaciones públicas de los cosméticos Jabot, hasta el 17 de febrero de 2007 después de que su personaje fuera asesinado por Jana Hawkes (Emily O'Brien). Poco después Marisa regresó a la serie pero ahora interpretando a Inés Vargas, la prima idéntica de Carmen, hasta 2008.
En el 2008 apareció como invitada en la serie Supernatural, donde interpretó a la demonio Tammi Benton, quien fue asesinada por Dean Winchester. Ese mismo año apareció en un comercial para "Special K20 Protein Water".
En 2009 se unió al elenco principal de la serie Mental donde dio vida a la doctora Chloë Artis, hasta el final de la serie ese mismo año.
En 2011 se unió al elenco de la serie Against the Wall  donde interpretó a la detective Lina Flores, hasta la cancelación de la serie ese mismo año.
Ese mismo año se unió a la serie Spartacus: Gods of the Arena donde interpretó a Melitta, la esposa de Oenomaus (Peter Mensah) y amante de Gannicus (Dustin Clare), Melitta muere luego de que accidentalmente tomara un vino envenenado por Lucretia.
En 2013 apareció como la oficial Riley Dunn en varios episodios de la serie Body of Proof.
Ese mismo año se unió al elenco de la serie Blue Bloods donde interpreta a la detective Maria Baez, la compañera del detective Danny Reagan (Donnie Wahlberg).

## Filmografía

### Series de televisión
| Año             | Serie                        | Personaje                  | Notas                                   |
| --------------- | ---------------------------- | -------------------------- | --------------------------------------- |
| 2013 - presente | Blue Bloods                  | Det. Maria Baez            | 35 episodios                            |
| 2013            | Body of Proof                | Riley Dunn                 | 4 episodios                             |
| 2012            | The Mentalist                | Sharon Vasquez             | episodio "War of the Roses"             |
| 2011            | Against the Wall             | Lina Flores                | 13 episodios                            |
| 2011            | Bones                        | Paula Ashwaldt             | episodio "The Killer in the Crosshairs" |
| 2011            | Spartacus: Gods of the Arena | Melitta                    | 5 episodios                             |
| 2010            | Rizzoli & Isles              | Marisa Rodriguez           | episodio "See One, Do One, Teach One"   |
| 2010            | Past Life                    | Rosa Sanchez               | 2 episodios                             |
| 2010            | Miami Medical                | Katherine                  | episodio "Golden Hour"                  |
| 2010            | CSI: NY                      | Tania Santos               | episodio "The Formula"                  |
| 2010            | The Suite Life on Deck       | Francesca                  | episodio "Mother of the Groom"          |
| 2009            | Castle                       | Angelica Fink              | episodio "The Fifth Bullet"             |
| 2009            | Mental                       | Dra. Chloe Artis           | 13 episodios                            |
| 2008            | Supernatural                 | Tammi Benton               | episodio "Malleus Maleficarum"          |
| 2007            | Shark                        | Monique                    | episodio "Eye of the Beholder"          |
| 2006 - 2007     | The Young and the Restless   | Carmen Mesta / Ines Vargas | 76 episodios                            |
| 2006            | Without a Trace              | Sara                       | episodio "Win Today"                    |
| 2004            | Dr. Vegas                    | Eva Leon                   | episodio "Win Today"                    |
| 2004            | Century City                 | Christina Dobbs            | 2 episodios                             |
| 2003            | Miracles                     | Evelyn Santos              | 13 episodios                            |
| 2003            | CSI: Miami                   | Susanna Medesto            | episodio "Hurricane Anthony"            |
| 2002            | General Hospital             | Gia Campbell               | 108 episodios                           |
| 2013 - presente | Roswell                      | Vanessa                    | episodio "Leaving Normal"               |
| 1998            | USA High                     | Liza                       | episodio "Excess's Ex"                  |
| -               | Port Charles                 | Gia Campbell               | -                                       |

### Películas
| Año  | Título          | Personaje | Notas |
| ---- | --------------- | --------- | --- |
| 2014 | The Extendables | Maria     | junto a Brian Thompson, Mark Dacascos, Ian Patrick Williams, Lee Garlington, Carl Ciarfalio y Gary Graham |

### Presentadora
| Año  | Programa                |
| ---- | ----------------------- |
| 2000 | Senseless Acts of Video |

### Apariciones en videos musicales
| Año  | Artista/Grupo   | Canción                  |
| ---- | --------------- | ------------------------ |
| 1999 | Will Smith      | "Wild, Wild West"        |
| 1999 | Lenny Kravitz   | "American Woman"         |
| 1999 | Jordan Knight   | "Give it to you"         |
| 1998 | Backstreet Boys | "As long as you love me" |
| 1996 | 3T              | "Tease Me"               |

## Premios y nominaciones
| Año  | Categoría                                     | Premio                  | Serie            | Resultado |
| ---- | --------------------------------------------- | ----------------------- | ---------------- | --------- |
| 2002 | Outstanding Actress in a Daytime Drama Series | Image Award             | General Hospital | Nominada  |
| 2001 | Outstanding Female Newcomer                   | Soap Opera Digest Award | General Hospital | Nominada  |
| 2001 | Outstanding Actress in a Daytime Drama        | ALMA Award              | General Hospital | Nominada  |